# Korn (Band)/Diskografie
Diese Diskografie ist eine Übersicht über die musikalischen Werke der US-amerikanischen Nu-Metal-Band Korn. Den Quellenangaben zufolge hat sie bisher mehr als 35 Millionen Tonträger verkauft, davon allein 17,7 Millionen in den Vereinigten Staaten. Ihre erfolgreichste Veröffentlichung ist das dritte Studioalbum Follow the Leader, mit über 5,8 Millionen verkauften Einheiten.

## Alben

### Studioalben
| Jahr | Titel Musiklabel                                         | Höchstplatzierung, Gesamtwochen, AuszeichnungChartplatzierungen (Jahr, Titel, Musiklabel, Platzierungen, Wochen, Auszeichnungen, Anmerkungen) | Höchstplatzierung, Gesamtwochen, AuszeichnungChartplatzierungen (Jahr, Titel, Musiklabel, Platzierungen, Wochen, Auszeichnungen, Anmerkungen) | Höchstplatzierung, Gesamtwochen, AuszeichnungChartplatzierungen (Jahr, Titel, Musiklabel, Platzierungen, Wochen, Auszeichnungen, Anmerkungen) | Höchstplatzierung, Gesamtwochen, AuszeichnungChartplatzierungen (Jahr, Titel, Musiklabel, Platzierungen, Wochen, Auszeichnungen, Anmerkungen) | Höchstplatzierung, Gesamtwochen, AuszeichnungChartplatzierungen (Jahr, Titel, Musiklabel, Platzierungen, Wochen, Auszeichnungen, Anmerkungen) | Anmerkungen                                                   |
| Jahr | Titel Musiklabel                                         | DE | AT | CH | UK | US | Anmerkungen                                                   |
| ---- | -------------------------------------------------------- | --- | --- | --- | --- | --- | ------------------------------------------------------------- |
| 1994 | KoЯn Immortal Records (Sony)                             | — | — | — | UK— GoldUK | US72 a ×2Doppelplatin · (64 Wo.)US | Erstveröffentlichung: 11. Oktober 1994 Verkäufe: + 2.200.000  |
| 1996 | Life Is Peachy Immortal Records (Sony)                   | DE85 (1 Wo.)DE | AT21 (5 Wo.)AT | — | UK32 Gold · (3 Wo.)UK | US3 ×2Doppelplatin · (50 Wo.)US | Erstveröffentlichung: 15. Oktober 1996 Verkäufe: + 2.235.000  |
| 1998 | Follow the Leader Immortal Records (Sony)                | DE12 (20 Wo.)DE | AT7 (7 Wo.)AT | — | UK5 Gold · (5 Wo.)UK | US1 ×5Fünffachplatin · (89 Wo.)US | Erstveröffentlichung: 17. August 1998 Verkäufe: + 5.890.000   |
| 1999 | Issues Immortal Records (Sony)                           | DE9 Gold · (26 Wo.)DE | AT13 (12 Wo.)AT | CH86 (2 Wo.)CH | UK37 Gold · (3 Wo.)UK | US1 ×3Dreifachplatin · (47 Wo.)US | Erstveröffentlichung: 15. November 1999 Verkäufe: + 3.880.000 |
| 2002 | Untouchables Immortal Records (Sony)                     | DE1 (17 Wo.)DE | AT2 (20 Wo.)AT | CH5 (17 Wo.)CH | UK4 Gold · (15 Wo.)UK | US2 Platin · (34 Wo.)US | Erstveröffentlichung: 10. Juni 2002 Verkäufe: + 1.260.000     |
| 2003 | Take a Look in the Mirror Immortal Records (Sony)        | DE8 Gold · (11 Wo.)DE | AT2 (10 Wo.)AT | CH14 (8 Wo.)CH | UK53 Silber · (1 Wo.)UK | US9 Platin · (26 Wo.)US | Erstveröffentlichung: 24. November 2003 Verkäufe: + 1.202.500 |
| 2005 | See You on the Other Side Virgin Records (EMI)           | DE12 Gold · (25 Wo.)DE | AT7 (20 Wo.)AT | CH11 (13 Wo.)CH | UK71 Silber · (2 Wo.)UK | US3 Platin · (49 Wo.)US | Erstveröffentlichung: 6. Dezember 2005 Verkäufe: + 1.260.000  |
| 2007 | Unbetiteltes Album Virgin Records (EMI)                  | DE3 (10 Wo.)DE | AT3 (9 Wo.)AT | CH9 (8 Wo.)CH | UK15 (4 Wo.)UK | US2 Gold · (20 Wo.)US | Erstveröffentlichung: 27. Juli 2007 Verkäufe: + 510.000       |
| 2010 | Korn III – Remember Who You Are Roadrunner Records (WMG) | DE4 (9 Wo.)DE | AT3 (9 Wo.)AT | CH8 (7 Wo.)CH | UK23 (2 Wo.)UK | US2 (9 Wo.)US | Erstveröffentlichung: 13. Juli 2010                           |
| 2011 | The Path of Totality Roadrunner Records (WMG)            | DE28 (8 Wo.)DE | AT24 (6 Wo.)AT | CH32 (3 Wo.)CH | UK68 (1 Wo.)UK | US10 (21 Wo.)US | Erstveröffentlichung: 2. Dezember 2011                        |
| 2013 | The Paradigm Shift Prospect Park (Caroline)              | DE7 (5 Wo.)DE | AT7 (3 Wo.)AT | CH16 (4 Wo.)CH | UK16 Gold · (2 Wo.)UK | US8 (7 Wo.)US | Erstveröffentlichung: 8. Oktober 2013 Verkäufe: + 100.000     |
| 2016 | The Serenity of Suffering Roadrunner Records (WMG)       | DE3 (5 Wo.)DE | AT6 (5 Wo.)AT | CH6 (3 Wo.)CH | UK9 (2 Wo.)UK | US4 (6 Wo.)US | Erstveröffentlichung: 21. Oktober 2016                        |
| 2019 | The Nothing Roadrunner Records • Elektra Records (WMG)   | DE6 (6 Wo.)DE | AT7 (4 Wo.)AT | CH4 (4 Wo.)CH | UK9 (2 Wo.)UK | US8 (2 Wo.)US | Erstveröffentlichung: 13. September 2019                      |
| 2022 | Requiem Loma Vista (Concord)                             | DE2 (3 Wo.)DE | AT4 (3 Wo.)AT | CH3 (3 Wo.)CH | UK8 (1 Wo.)UK | US14 (1 Wo.)US | Erstveröffentlichung: 4. Februar 2022                         |

### Livealben
| Jahr | Titel Musiklabel                                                              | Höchstplatzierung, Gesamtwochen, AuszeichnungChartplatzierungen (Jahr, Titel, Musiklabel, Platzierungen, Wochen, Auszeichnungen, Anmerkungen) | Höchstplatzierung, Gesamtwochen, AuszeichnungChartplatzierungen (Jahr, Titel, Musiklabel, Platzierungen, Wochen, Auszeichnungen, Anmerkungen) | Höchstplatzierung, Gesamtwochen, AuszeichnungChartplatzierungen (Jahr, Titel, Musiklabel, Platzierungen, Wochen, Auszeichnungen, Anmerkungen) | Höchstplatzierung, Gesamtwochen, AuszeichnungChartplatzierungen (Jahr, Titel, Musiklabel, Platzierungen, Wochen, Auszeichnungen, Anmerkungen) | Höchstplatzierung, Gesamtwochen, AuszeichnungChartplatzierungen (Jahr, Titel, Musiklabel, Platzierungen, Wochen, Auszeichnungen, Anmerkungen) | Anmerkungen                             |
| Jahr | Titel Musiklabel                                                              | DE | AT | CH | UK | US | Anmerkungen                             |
| ---- | ----------------------------------------------------------------------------- | --- | --- | --- | --- | --- | --------------------------------------- |
| 2006 | Live & Rare Immortal Records (Sony BMG)                                       | DE72 (1 Wo.)DE | AT38 (4 Wo.)AT | CH64 (3 Wo.)CH | — | US51 (4 Wo.)US | Erstveröffentlichung: 4. Mai 2006       |
| 2007 | MTV Unplugged: Korn Virgin Records (EMI)                                      | DE23 (7 Wo.)DE | AT10 (8 Wo.)AT | CH48 (6 Wo.)CH | — | US9 (7 Wo.)US | Erstveröffentlichung: 5. März 2007      |
| 2012 | The Path of Totality: Live at the Hollywood Palladium Shout! Factory (Shout!) | — | — | — | — | — | Erstveröffentlichung: 4. September 2012 |

### Kompilationen
| Jahr | Titel Musiklabel                                 | Höchstplatzierung, Gesamtwochen, AuszeichnungChartplatzierungen (Jahr, Titel, Musiklabel, Platzierungen, Wochen, Auszeichnungen, Anmerkungen) | Höchstplatzierung, Gesamtwochen, AuszeichnungChartplatzierungen (Jahr, Titel, Musiklabel, Platzierungen, Wochen, Auszeichnungen, Anmerkungen) | Höchstplatzierung, Gesamtwochen, AuszeichnungChartplatzierungen (Jahr, Titel, Musiklabel, Platzierungen, Wochen, Auszeichnungen, Anmerkungen) | Höchstplatzierung, Gesamtwochen, AuszeichnungChartplatzierungen (Jahr, Titel, Musiklabel, Platzierungen, Wochen, Auszeichnungen, Anmerkungen) | Höchstplatzierung, Gesamtwochen, AuszeichnungChartplatzierungen (Jahr, Titel, Musiklabel, Platzierungen, Wochen, Auszeichnungen, Anmerkungen) | Anmerkungen                                                 |
| Jahr | Titel Musiklabel                                 | DE | AT | CH | UK | US | Anmerkungen                                                 |
| ---- | ------------------------------------------------ | --- | --- | --- | --- | --- | ----------------------------------------------------------- |
| 2004 | Greatest Hits Vol. 1 Immortal Records (Sony BMG) | DE17 Platin · (11 Wo.)DE | AT10 (8 Wo.)AT | CH22 (5 Wo.)CH | UK22 Gold · (4 Wo.)UK | US4 Platin · (61 Wo.)US | Erstveröffentlichung: 4. Oktober 2004 Verkäufe: + 1.315.000 |

### EPs
| Jahr | Titel Musiklabel                                                  | Anmerkungen                                                         |
| ---- | ----------------------------------------------------------------- | ------------------------------------------------------------------- |
| 1997 | Good God: The French Remixes Immortal Records (Sony)              | Erstveröffentlichung: 21. November 1997                             |
| 1999 | All Mixed Up Immortal Records (Sony)                              | Erstveröffentlichung: 1999                                          |
| 2005 | The Other Side, Part 1 Selbstverlag                               | Erstveröffentlichung: 2005                                          |
| 2005 | The Other Side, Part 2 Selbstverlag                               | Erstveröffentlichung: 2005                                          |
| 2006 | Politics Election Selbstverlag                                    | Erstveröffentlichung: 2006                                          |
| 2009 | Korn Digital EP #1 Selbstverlag                                   | Erstveröffentlichung: 28. September 2009                            |
| 2010 | Korn Digital EP #2 Selbstverlag                                   | Erstveröffentlichung: 26. Juli 2010                                 |
| 2010 | Korn Digital EP #3 Selbstverlag                                   | Erstveröffentlichung: 13. Dezember 2010                             |
| 2016 | Shoots and Ladders: The Dust Brothers Mixes Legacy Records (Sony) | Promoveröffentlichung: 1994 Erstveröffentlichung: 23. Dezember 2016 |

## Singles
| Jahr | Titel Album                                    | Höchstplatzierung, Gesamtwochen, AuszeichnungChartplatzierungen (Jahr, Titel, Album, Platzierungen, Wochen, Auszeichnungen, Anmerkungen) | Höchstplatzierung, Gesamtwochen, AuszeichnungChartplatzierungen (Jahr, Titel, Album, Platzierungen, Wochen, Auszeichnungen, Anmerkungen) | Höchstplatzierung, Gesamtwochen, AuszeichnungChartplatzierungen (Jahr, Titel, Album, Platzierungen, Wochen, Auszeichnungen, Anmerkungen) | Höchstplatzierung, Gesamtwochen, AuszeichnungChartplatzierungen (Jahr, Titel, Album, Platzierungen, Wochen, Auszeichnungen, Anmerkungen) | Höchstplatzierung, Gesamtwochen, AuszeichnungChartplatzierungen (Jahr, Titel, Album, Platzierungen, Wochen, Auszeichnungen, Anmerkungen) | Anmerkungen                                                              |
| Jahr | Titel Album                                    | DE | AT | CH | UK | US | Anmerkungen                                                              |
| ---- | ---------------------------------------------- | --- | --- | --- | --- | --- | ------------------------------------------------------------------------ |
| 1994 | Christmas Song –                               | — | — | — | — | — | Erstveröffentlichung: Dezember 1994                                      |
| 1996 | No Place to Hide Life Is Peachy                | — | — | — | UK26 (2 Wo.)UK | — | Erstveröffentlichung: 14. September 1996                                 |
| 1997 | A.D.I.D.A.S. Life Is Peachy                    | — | — | — | UK22 (2 Wo.)UK | — | Erstveröffentlichung: 4. März 1997                                       |
| 1997 | Good God Life Is Peachy                        | — | — | — | UK25 (2 Wo.)UK | — | Erstveröffentlichung: 7. November 1997                                   |
| 1998 | Got the Life Follow the Leader                 | — | — | — | UK23 Silber · (2 Wo.)UK | — | Erstveröffentlichung: 23. November 1998 Verkäufe: + 235.000              |
| 1999 | Freak on a Leash Follow the Leader             | DE58 (8 Wo.)DE | — | — | UK24 Platin · (2 Wo.)UK | — | Erstveröffentlichung: 25. Mai 1999 Verkäufe: + 660.000                   |
| 1999 | Falling Away from Me Issues                    | DE86 (6 Wo.)DE | — | — | UK24 Silber · (2 Wo.)UK | — | Erstveröffentlichung: 28. Oktober 1999 Verkäufe: + 200.000               |
| 2000 | Make Me Bad Issues                             | — | — | — | UK25 (2 Wo.)UK | — | Erstveröffentlichung: 14. Februar 2000                                   |
| 2002 | Here to Stay Untouchables                      | DE35 (9 Wo.)DE | AT44 (8 Wo.)AT | CH34 (6 Wo.)CH | UK12 Silber · (9 Wo.)UK | US72 (12 Wo.)US | Erstveröffentlichung: 1. Februar 2002 Verkäufe: + 235.000                |
| 2002 | Thoughtless Untouchables                       | DE74 (5 Wo.)DE | — | CH82 (3 Wo.)CH | UK37 (2 Wo.)UK | — | Erstveröffentlichung: 1. September 2002                                  |
| 2003 | Did My Time Take a Look in the Mirror          | DE12 (9 Wo.)DE | AT12 (13 Wo.)AT | CH17 (10 Wo.)CH | UK15 (4 Wo.)UK | US38 (10 Wo.)US | Erstveröffentlichung: 22. Juli 2003                                      |
| 2004 | Word Up! Greatest Hits Vol. 1                  | DE46 (9 Wo.)DE | AT58 (5 Wo.)AT | CH47 (6 Wo.)CH | — | — | Erstveröffentlichung: 25. Oktober 2004 Cameo-Cover                       |
| 2005 | Twisted Transistor See You on the Other Side   | DE63 (9 Wo.)DE | AT37 (12 Wo.)AT | CH60 (4 Wo.)CH | UK27 (4 Wo.)UK | US64 (11 Wo.)US | Erstveröffentlichung: 27. September 2005                                 |
| 2006 | Coming Undone See You on the Other Side        | DE86 (3 Wo.)DE | — | — | UK63 Silber · (2 Wo.)UK | US79 (6 Wo.)US | Erstveröffentlichung: 17. März 2006 Verkäufe: + 230.000                  |
| 2007 | Freak on a Leash MTV Unplugged: Korn           | — | — | — | — | US89 (1 Wo.)US | Erstveröffentlichung: 5. Februar 2007 feat. Amy Lee                      |
| 2011 | Get Up! The Path of Totality                   | — | — | — | — | US— GoldUS | Erstveröffentlichung: 14. April 2011 feat. Skrillex; Verkäufe: + 500.000 |
| 2011 | Narcissistic Cannibal The Path of Totality     | — | — | — | — | — | Erstveröffentlichung: 13. Oktober 2011 feat. Skrillex & Kill the Noise   |
| 2012 | Chaos Lives in Everything The Path of Totality | — | — | — | — | — | Erstveröffentlichung: 24. Februar 2012 feat. Skrillex                    |
| 2013 | Never Never The Paradigm Shift                 | — | — | — | — | — | Erstveröffentlichung: 10. August 2013                                    |
| 2014 | Hater The Paradigm Shift (World Tour Edition)  | — | — | — | — | — | Erstveröffentlichung: 1. Juli 2014                                       |
| 2016 | Rotting in Vain The Serenity of Suffering      | — | — | — | — | — | Erstveröffentlichung: 22. Juli 2016                                      |
| 2016 | Insane The Serenity of Suffering               | — | — | — | — | — | Erstveröffentlichung: 22. August 2016                                    |
| 2016 | A Different World The Serenity of Suffering    | — | — | — | — | — | Erstveröffentlichung: 30. September 2016 feat. Corey Taylor              |
| 2016 | Take Me The Serenity of Suffering              | — | — | — | — | — | Erstveröffentlichung: 12. Oktober 2016                                   |
| 2019 | You’ll Never Find Me The Nothing               | — | — | — | — | — | Erstveröffentlichung: 26. Juni 2019                                      |
| 2019 | Cold The Nothing                               | — | — | — | — | — | Erstveröffentlichung: 2. August 2019                                     |
| 2020 | Can You Hear Me The Nothing                    | — | — | — | — | — | Erstveröffentlichung: 29. Mai 2020                                       |
| 2021 | Start the Healing Requiem                      | — | — | — | — | — | Erstveröffentlichung: 10. November 2021                                  |
| 2022 | Forgotten Requiem                              | — | — | — | — | — | Erstveröffentlichung: 13. Januar 2022                                    |
| 2022 | Lost in the Grandeur Requiem                   | — | — | — | — | — | Erstveröffentlichung: 2. Februar 2022                                    |

## Videoalben
| Jahr | Titel                                                 | Höchstplatzierung, Gesamtwochen, AuszeichnungChartplatzierungen (Jahr, Titel, Platzierungen, Wochen, Auszeichnungen, Anmerkungen) | Höchstplatzierung, Gesamtwochen, AuszeichnungChartplatzierungen (Jahr, Titel, Platzierungen, Wochen, Auszeichnungen, Anmerkungen) | Höchstplatzierung, Gesamtwochen, AuszeichnungChartplatzierungen (Jahr, Titel, Platzierungen, Wochen, Auszeichnungen, Anmerkungen) | Höchstplatzierung, Gesamtwochen, AuszeichnungChartplatzierungen (Jahr, Titel, Platzierungen, Wochen, Auszeichnungen, Anmerkungen) | Höchstplatzierung, Gesamtwochen, AuszeichnungChartplatzierungen (Jahr, Titel, Platzierungen, Wochen, Auszeichnungen, Anmerkungen) | Anmerkungen                              |
| Jahr | Titel                                                 | DE | AT | CH | UK | US | Anmerkungen                              |
| ---- | ----------------------------------------------------- | --- | --- | --- | --- | --- | ---------------------------------------- |
| 1997 | Who Then Now?                                         | — | — | — | UK2 (28 Wo.)UK | US— PlatinUS | Erstveröffentlichung: 1997               |
| 2002 | Deuce                                                 | — | — | — | UK3 (14 Wo.)UK | US— PlatinUS | Erstveröffentlichung: 2002               |
| 2002 | Live at Hammerstein                                   | — | AT— GoldAT | — | UK18 (10 Wo.)UK | US— GoldUS | Erstveröffentlichung: 2002               |
| 2006 | Live on the Other Side                                | — | — | — | UK41 (1 Wo.)UK | — | Erstveröffentlichung: 2006               |
| 2006 | Chopped, Screwed, Live and Unglued                    | — | — | — | — | — | Erstveröffentlichung: 26. September 2006 |
| 2008 | Live at Montreux 2004                                 | — | — | — | UK35 (1 Wo.)UK | — | Erstveröffentlichung: 2008               |
| 2012 | The Path of Totality: Live at the Hollywood Palladium | — | — | — | — | — | Erstveröffentlichung: 4. September 2012  |

## Promoveröffentlichungen
Promo-Singles
- 1994: Blind
- 1995: Need To
- 1995: Shoots and Ladders
- 1996: Clown
- 1998: All in the Family (feat. Fred Durst)
- 1998: Children of the Korn (feat. Ice Cube)
- 1998: B.B.K.
- 2000: Somebody Someone
- 2002: Alone I Break
- 2003: Right Now
- 2004: Y’All Want a Single
- 2004: Everything I’ve Known
- 2004: Another Brick in the Wall (Pink-Floyd-Cover)
- 2006: Coming Undone wit it (feat. Dem Franchize Boyz)
- 2006: Politics
- 2007: Evolution
- 2007: Hold On
- 2008: Kiss
- 2008: Haze
- 2010: Oildale (Leave Me Alone)
- 2010: Let the Guilt Go
- 2012: Way Too Far (feat. 12th Planet & Flinch)
- 2013: Spike in My Veins

## Sonderveröffentlichungen

### Demos
- 1993: Neidermeyer’s Mind

### Soundtrackbeiträge
- 1996: Sean Olsen auf The Crow: City of Angels
- 1997: Kick the P.A. feat. The Dust Brothers auf Spawn
- 1997: Proud auf Ich weiß, was du letzten Sommer getan hast
- 1999: The Camel Song auf End of Days – Nacht ohne Morgen
- 2000: Blind bei 3 Engel für Charlie und Street Fighter II: The Animated Movie
- 2003: Did My Time als Single für Tomb Raider: Wiege des Lebens
- 2005: Fight the Power (Public Enemy-Cover) feat. Xzibit auf xXx 2 – The Next Level
- 2005: Twisted Transistor bei WWE Taboo Tuesday
- 2008: Haze für das gleichnamige Spiel von Ubisoft
- 2008: Kidnap the Sandy Claws auf Nightmare Revisited
- 2008: Silent Hill für Silent Hill: Downpour von Konami
- 2022: Forgotten auf NHL23

## Statistik

### Chartauswertung
|                     | DE     | AT     | CH     | UK     | US     |
| ------------------- | ------ | ------ | ------ | ------ | ------ |
| Nummer-eins-Alben   | DE1DE  | AT—AT  | CH—CH  | UK—UK  | US2US  |
| Top-10-Alben        | DE9DE  | AT12AT | CH6CH  | UK5UK  | US14US |
| Alben in den Charts | DE16DE | AT16AT | CH14CH | UK14UK | US17US |

|                       | DE    | AT    | CH    | UK     | US    |
| --------------------- | ----- | ----- | ----- | ------ | ----- |
| Nummer-eins-Singles   | DE—DE | AT—AT | CH—CH | UK—UK  | US—US |
| Top-10-Singles        | DE—DE | AT—AT | CH—CH | UK—UK  | US—US |
| Singles in den Charts | DE8DE | AT4AT | CH5CH | UK12UK | US5US |

|                          | DE    | AT    | CH    | UK    | US    |
| ------------------------ | ----- | ----- | ----- | ----- | ----- |
| Nummer-eins-Videoalben   | DE—DE | AT—AT | CH—CH | UK—UK | US—US |
| Top-10-Videoalben        | DE—DE | AT—AT | CH—CH | UK2UK | US—US |
| Videoalben in den Charts | DE—DE | AT—AT | CH—CH | UK5UK | US—US |

### Auszeichnungen für Musikverkäufe
| Silberne Schallplatte - Frankreich - 1999: für das Album Follow the Leader Goldene Schallplatte - Australien - 1999: für die Single Got the Life - 1999: für die Single All in the Family - 2002: für die Single Here to Stay - 2003: für das Album Take a Look in the Mirror - 2004: für das Album Greatest Hits Vol. 1 - 2005: für das Album See You on the Other Side - Frankreich - 2002: für das Videoalbum Who Then Now? - 2002: für das Videoalbum Deuce - Kanada - 1997: für das Album Life Is Peachy - 2006: für das Album See You on the Other Side - Mexiko - 2000: für das Album Issues - 2002: für das Album Untouchables - Neuseeland - 2003: für das Album Take a Look in the Mirror - Niederlande - 1999: für das Album Follow the Leader - 2000: für das Album Issues - Polen - 2000: für das Album Issues - Russland - 2007: für das unbetitelte Album | Platin-Schallplatte - Australien - 1999: für das Album Korn - 1999: für das Album Life Is Peachy - 2002: für das Album Untouchables - Mexiko - 1999: für das Album Follow the Leader - Neuseeland - 1997: für das Album Life Is Peachy - 2000: für das Album Issues - 2002: für das Album Untouchables - 2006: für das Album See You on the Other Side - 2022: für die Single Coming Undone 2× Platin-Schallplatte - Australien - 1999: für das Album Issues - Kanada - 1999: für das Album Issues - Neuseeland - 1997: für das Album Korn - 1999: für das Album Follow the Leader - 2005: für das Album Greatest Hits Vol. 1 - 2025: für die Single Freak on a Leash 3× Platin-Schallplatte - Australien - 1999: für das Album Follow the Leader - Kanada - 1999: für das Album Follow the Leader |

Anmerkung: Auszeichnungen in Ländern aus den Charttabellen bzw. Chartboxen sind in ebendiesen zu finden.
| Land/RegionAuszeichnungen für Musikverkäufe (Land/Region, Auszeichnungen, Verkäufe, Quellen) | Silber     | Gold       | Platin       | Verkäufe   | Quellen                                                        |
| -------------------------------------------------------------------------------------------- | ---------- | ---------- | ------------ | ---------- | -------------------------------------------------------------- |
| Australien (ARIA)                                                                            | —          | 6× Gold6   | 8× Platin8   | 770.000    | aria.com.au                                                    |
| Deutschland (BVMI)                                                                           | —          | 3× Gold3   | Platin1      | 550.000    | musikindustrie.de                                              |
| Frankreich (SNEP)                                                                            | Silber1    | 2× Gold2   | —            | 70.000     | infodisc.fr snepmusique.com                                    |
| Kanada (MC)                                                                                  | —          | 2× Gold2   | 5× Platin5   | 600.000    | musiccanada.com                                                |
| Mexiko (AMPROFON)                                                                            | —          | 2× Gold2   | Platin1      | 300.000    | Einzelnachweise                                                |
| Neuseeland (RMNZ)                                                                            | —          | Gold1      | 13× Platin13 | 247.500    | aotearoamusiccharts.co.nz NZ2                                  |
| Niederlande (NVPI)                                                                           | —          | 2× Gold2   | —            | 90.000     | nvpi.nl                                                        |
| Österreich (IFPI)                                                                            | —          | Gold1      | —            | 5.000      | ifpi.at                                                        |
| Polen (ZPAV)                                                                                 | —          | Gold1      | —            | 50.000     | olis.pl                                                        |
| Russland (NFPF)                                                                              | —          | Gold1      | —            | 10.000     | 2m-online.ru (Memento vom 24. Januar 2009 im Internet Archive) |
| Vereinigte Staaten (RIAA)                                                                    | —          | 3× Gold3   | 18× Platin18 | 17.700.000 | riaa.com                                                       |
| Vereinigtes Königreich (BPI)                                                                 | 6× Silber6 | 7× Gold7   | Platin1      | 2.220.000  | bpi.co.uk                                                      |
| Insgesamt                                                                                    | 7× Silber7 | 31× Gold31 | 47× Platin47 |            |                                                                |